# Подмосковная улица (Москва)
Подмоско́вная у́лица — улица в районе Покровское-Стрешнево Северо-Западного административного округа города Москвы. Проходит от улицы Долгова до Малой Набережной улицы.

## Название
Улица была образована и получила название 26 августа 1960 года по расположению на территории бывшего подмосковного города Тушино.

## Описание
Подмосковная улица проходит от улицы Долгова на север до Малой Набережной улицы параллельно улице Свободы. Трасса улицы не прямолинейна: после дома № 6 улица делает коленообразный изгиб на восток и снова на север и проходит до дома № 14, перед которым делает ещё один коленообразный изгиб на запад и снова на север.

## Примечательные здания и сооружения
По нечётной стороне:
По чётной стороне:

## Общественный транспорт

### Наземный транспорт
По Подмосковной улице не проходят маршруты наземного общественного транспорта. Западнее улицы, на улице Свободы, расположена остановка «Улица Мещерякова» автобусов 62, 96, 102, 248, 678, Т, т70, трамвая 6.

### Метро
- Станция метро «Тушинская» Таганско-Краснопресненской линии — юго-западнее улицы, на проезде Стратонавтов.

### Железнодорожный транспорт
- Станция Тушино Рижского направления Московской железной дороги — юго-западнее улицы, между Тушинской улицей и проездом Стратонавтов.